# 伊勢屋三次郎
伊勢屋 三次郎（いせや さんじろう、生没年不詳）とは江戸時代の江戸にあった地本問屋である。

## 来歴
栄樹堂と号す。天保から嘉永年間にかけて江戸の小伝馬町3丁目、本町3丁目新道、後に神田松枝町太兵衛店において地本問屋を営業している。歌川国貞、歌川貞虎の錦絵を出版しているが、嘉永末には地本問屋株を浜田屋徳兵衛に譲っている。

## 作品
- 歌川国貞 「大森にて出会の図」 大判3枚続 錦絵 天保9年ころ
- 歌川貞虎 「江都新大橋雪の朝夕 子供遊の図」 大判3枚続 錦絵 天保